# Lamar Butler
Lamar Edward Butler jr. (Fort Washington, 21 dicembre 1983) è un ex cestista statunitense.
È il cugino di Caron Butler.